# Morton-Zahl
Die Morton-Zahl {\displaystyle {\mathit {Mo}}} (nach Rose Katherine Morton, obwohl sie schon drei Jahre zuvor von B. Rosenberg verwendet wurde) ist eine dimensionslose Kennzahl der Strömungsmechanik. Sie ist von Bedeutung für die Charakterisierung disperser Zweiphasenströmungen, da von ihr und von der Eötvös-Zahl die Form und die Steig- bzw. Fallgeschwindigkeit von Gasblasen und Tropfen im Schwerefeld abhängen.
Die Morton-Zahl misst das Verhältnis viskoser Kräfte {\displaystyle F_{\mathrm {v} }} zu den Oberflächenspannungen {\displaystyle F_{\mathrm {O} }} und hängt per Definition nur von den Stoffwerten der dispersen (inneren) und der kontinuierlichen (äußeren, umgebenden) Phase ab:
{\displaystyle {\mathit {Mo}}={\frac {F_{\mathrm {v} }}{F_{\mathrm {O} }}}={\frac {g\cdot \eta ^{4}\cdot \Delta \rho }{\rho ^{2}\cdot \sigma ^{3}}}}
mit
- {\displaystyle g} die Schwerebeschleunigung
- {\displaystyle \eta } die dynamische Viskosität der kontinuierlichen Phase, welche die Blase umgibt
- {\displaystyle \Delta \rho } die Dichtedifferenz der zwei Phasen
- {\displaystyle \rho } die Dichte der kontinuierlichen Phase
- {\displaystyle \sigma } die Grenzflächenspannung.

Für den Fall, dass die Dichte der Blase vernachlässigbar ist, gilt {\displaystyle \Delta \rho \to \rho }, sodass sich die Gleichung entsprechend vereinfacht.
Alternativ kann die Morton-Zahl aus den Kennzahlen Eötvös-Zahl {\displaystyle {\mathit {Eo}}}, Kapillarzahl {\displaystyle {\mathit {Ca}}} und Reynolds-Zahl {\displaystyle {\mathit {Re}}} berechnet werden:
{\displaystyle {\mathit {Mo}}={\frac {{\mathit {Eo}}\cdot {\mathit {Ca}}^{2}}{{\mathit {Re}}^{2}}}}